# 55 Cancri
55 Cancri (förkortat 55 Cnc), som också heter Copernicus,  är en dubbelstjärna i nordvästra delen av stjärnbilden Kräftan. Systemet, som är beläget på ett avstånd av omkring 41 ljusår från solen, består av en huvudseriestjärna av G-typ och en mindre röd dvärg (55 Cancri B).
Observationer 2015 tyder på att fem exoplaneter (betecknade 55 Cancri b, c, d, e och f; döpta till Galileo, Brahe, Lipperhey, Janssen respektive Harriot) kretsar kring 55 Cancri A.

## Nomenklatur
55 Cancri är systemets Flamsteedbeteckning. Den har också Bayerbeteckning ρ¹ Cancri (latiniseras till Rho¹ Cancri) och i Bright Star Catalog beteckning HR 3522. De två komponenterna är betecknade A och B,  men A är i sig ibland refererat till som 55 Cancri.
År 2016 organiserade International Astronomical Union en arbetsgrupp för stjärnnamn (WGSN)  med uppgift att katalogisera och standardisera egennamn för stjärnor. I sin första bulletin 2016  har WGSN fastställt namn på exoplaneter och deras värdstjärnor, vilka godkänts av arbetsgruppen Public Naming of Planets and Planetary Satellites, inklusive namn på stjärnor som antagits under kampanjen NameExoWorlds 2015. 55 Cancri ingår nu i IAU Catalog of Star Names.

## Egenskaper
55 Cancri A har en skenbar magnitud på 5,95, vilket gör den synlig för blotta ögat bara under mycket mörk himmel. Den röda dvärgen 55 Cancri B är av 13:e magnituden och endast synliga genom teleskop. De två komponenterna är åtskilda med ett beräknat avstånd av 1065 AE (ettusen gånger avståndet från jorden till solen). Trots deras breda separation synes de två stjärnorna vara gravitationsbundna, eftersom de har en särskild gemensam rörelse.
Den primära stjärnan, 55 Cancri A, är en gul dvärgstjärna i huvudserien av spektraltyp G8V. Det har mindre radie och något mindre massa än solen, och är svalare och har mindre utstrålning. Stjärnan har endast låg emission från dess kromosfär, och är inte variabel i det synliga spektrumet, men är variabel inom röntgenområdet.
Den sekundära, 55 Cancri B, är en röd dvärgstjärna med mycket mindre massa och utstrålning än solen. Det finns indikationer på att komponent B i sig kan vara en dubbelstjärna, men detta är osäkert.

## Exoplaneter

Jämförelse av banor hos de inre planeterna i 55 Cancri A (svart) med planeterna i solsystemet.

55 Cancri-systemet var det första kända för att ha fyra, och senare fem planeter, och kan möjligen ha flera. Den innersta planet, e, passerar framför 55 Cancri A sett från jorden. Den nästa planeten, b, är ickepasserande men det finns preliminära bevis för att den är omgiven av en utsträckt atmosfär som passerar stjärnan.
År 1998 tillkännagavs upptäckten av en eventuell dammskiva runt 55 Cancri A. Beräkningar gav skivradien minst 40 AE, liknande Kuiperbältet i solsystemet, med en lutning av 25° i förhållande till himmelsplanet. Dock kunde upptäckten inte verifieras och har senare anses vara falsk och istället orsakade av bakgrunds galaxer.